# Shuttleworth
Shuttleworth – osada w Anglii, w hrabstwie ceremonialnym Wielki Manchester, w dystrykcie metropolitalnym Bury. Leży 22 km na północ od centrum miasta Manchester.